# Consolati von und zu Heiligenbrunn

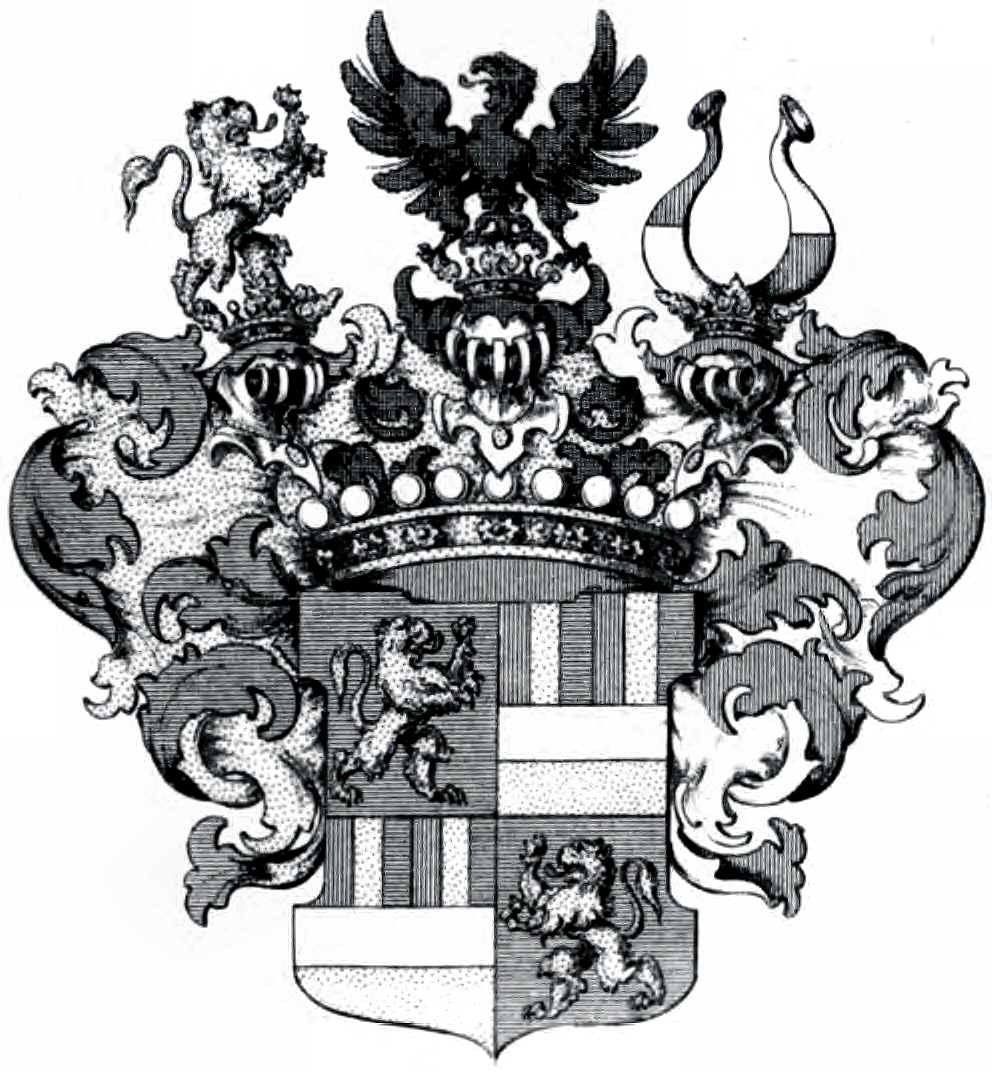
Wappen der Grafen Consolati 1790

Die Reichsgrafen Consolati von und zu Heiligenbrunn und Pauhof, auch Fontana Santa und Povo waren ein tridentinisches Adels- und Patriziergeschlecht, das auch in Österreich und Bayern zu Ansehen gelangte.

## Geschichte
Das Geschlecht der Consolati stammt aus Villano, einem Flecken zwischen Trient und Rovereto, das sodann jahrhundertelang in Trient wohnte und zum Patriziertum zählte (siehe: Italienischer Adel).

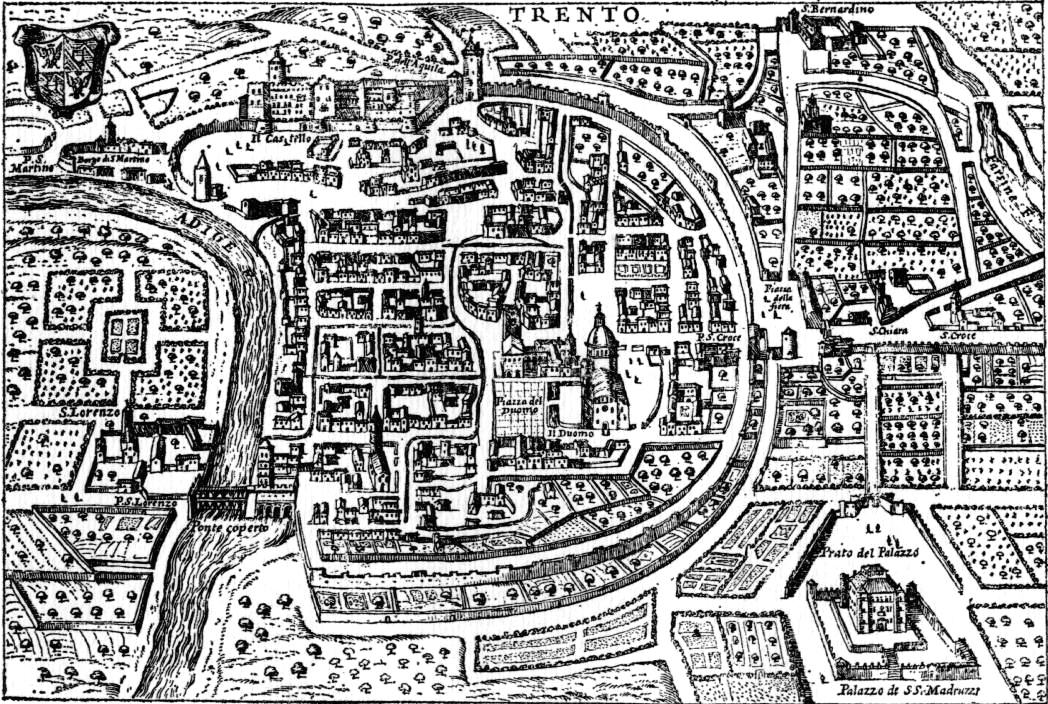
Trient im 18. Jahrhundert

Der erste bekannte Ahnherr der Familie, Antonio, lebte um die Mitte des 15. Jahrhunderts zu Villano, und der Sohn desselben, Gianmaria, vermählt mit Philippine Lognis, war um 1491 Proveditore in Volano. Der Sohn des Letzteren, Vincenzo, begab sich zuerst nach Trient, erbaute dort 1557 den Sitz „Fontana Santa“ in der Nähe der Stadt, war 1578  Podesta der Stadt und erhielt vom Kaiser Rudolph II. 1603 den Reichsadel. Aus der Ehe desselben mit Elisabetta Lovello stammte Filippo, vermählt mit Barbara Terlago, aus welcher Ehe Gianmaria entspross. Letzterer war Schlosshauptmann des Fürstbischofs von Trient auf Castel Pergine in Pergine Valsugana, vermählte sich mit Dorothea Novelli, und von dem Sohn aus dieser Ehe, Vincenzo, verehelicht mit Cäcilia de Sardagna, stammte Filippo, welcher sich mit Vittoria de Cresseri vermählte und als Stammvater aller heute noch lebenden Consolati gilt. Von mehreren Söhnen des Letzteren stiftete Vincenzo die heute noch blühende gräfliche Linie.
Der Reichsgrafenstand kam im kurpfälzischen Reichsvikariat vom Kurfürsten Carl Theodor von der Pfalz laut Diploms vom Jahre 1790 in die Familie des Vincenzo, und zwar mit den Prädikaten „Fontana Santa und Povo“. Der Sitz Povo (heute Stadtteil von Trient) nebst vielen anderen Gütern gelangte an die Familie Consolati von der Gemahlin des Grafen, Elisabetta dei Perotti. Sie hatten vier Söhne. Philipp (Filippo) (1754–1836) war Präsident des Tribunals zu Trient, vermählt mit Carolina Gräfin von Lodron-Laterano, der jedoch ohne Nachkommen starb. Lediglich der jüngste Sohn Peter (Pietro) (1758–1813) erhielt das Geschlecht im Mannesstamm, das 1836 auch den österreichischen Grafenstand erhielt. Peter war in den Jahren 1803 und 1804 Podestà der Stadt Trient, heiratete am 23. Januar 1827 Josefa Gräfin von Quarienti zu Rallo, Castel-Malosco und Seregnano (1774–1836) und erhielt durch dieselbe Schloss und Güter von Seregnano.

## Persönlichkeiten
- Antonio Giacomo Consolati war um 1785, Inhaber einer Seidenmanufaktur und -filatoriums in Wienersdorf bei Traiskirchen[4]
- Philipp Graf Consolati von und zu Heiligenbrunn und Pauhof (1754–1836) war 1813 Präsident des Kriminalgerichtshofes für den italienischen Teil Tirols.[5][6]
- Vincenz Philipp Graf Consolati von und zu Heiligenbrunn und Pauhof, Edler Herr auf Castel-Seregnano (* 19. Oktober 1803 in Trient; † 16. Dezember 1863 in Wien), Sohn des Obigen, war Großgrundbesitzer, Landmann in Tirol und Patrizier der Stadt Trient sowie Politiker, Abgeordneter des am 17. Juni 1863 neu gewählten Reichsrats,[7] verheiratet seit 23. Januar 1827 mit Marianne Freiin Buffa von Lilienberg (* 15. Mai 1804 in Telve (Suganerthal); † 22. Januar 1876). Er hatte drei Söhne Otto Simon Ferdinand Philipp und Peter Maria sowie drei Töchter, Augusta Josepha, Josephine und Marta Carolina.[8]
- Ferdinand Philipp Graf Consolati zu Heiligenbrunn und Pauhof (* 7. Januar 1833 in Trient; † 3. Mai 1876 ebenda), Sohn des Obigen, war Mitglied des Herrenhauses auf Lebensdauer.[9] Er heiratete am 30. Juni 1857 Bianca Maria Gräfin von Thun-Hohenstein und Castell Fondo (* 19. Februar 1835 in Trient; † 29. Oktober 1917 ebenda).
- Otto Simon Graf Consolati von und zu Heiligenbrunn und Pauhof (* 27. Januar 1843 in Trient), Sohn des Vinzenz, ließ 1810 Fontanasanta, eine Villa und ein Landgut im klassizistischen Stil bei Trient erbauen, heute im Besitz der Familien von Lutterotti und von Streng.[10][11]
- Peter Maria Graf Consolati von und zu Heiligenbrunn und Pauhof (* 29. Juni 1845 in Trient; † 23. Juni 1905 ebenda), Sohn des Vinzenz, war Komtur des königlich sächsischen Albrecht-Ordens, Herr und Landmann in Tirol, k. u. k. Kämmerer, k. k. Bezirkshauptmann und Disponibilitäts-Kommissar, sodann Politiker, ab 1877 Abgeordneter des Reichsrats in der V. und VI. Legislaturperiode, vermählt mit Marie Gräfin von Toggenburg (* 15. Juli 1854 in Venedig; † 18. Dezember 1922 in Bozen).[12][13][14]
- Vinzenz Graf Consolati von und zu Heiligenbrunn und Pauhof (* 22. April 1857 in Venedig; † 9. August 1924 in Fontanasanta), Sohn des Ferdinand, war Podesta der Stadt Trient und Präsident der Lokalkommission sowie Mitglied des Herrenhauses des österreichischen Reichsrats auf Lebenszeit. Er vermählte sich mit Luisa (* 23. März 1866 in Trient; † 26. Juli 1945 in Fontanasanta bei Trient), Tochter des Grafen Carlo Kajetan von Lodron-Laterano u. Castelromano.

## Wappen
1790: Quadrierter Schild. 1 und 4 in Blau ein einwärtssehender goldener Löwe. 2 und 3 quergeteilt, oben von Rot, Gold und Blau sechsmal der Länge nach gestreift, unten von Silber und Gold quergeteilt, ohne Bild. Über der Grafenkrone erheben sich drei Helme, von welchen der mittlere gekrönt ist. Der rechte Helm trägt den Löwen des 1. und 4. Feldes, der mittlere einen rechtssehenden schwarzen Adler, und der linke zwei von Rot und Silber mit gewechselten Tinkturen quergeteilte Büffelhörner. Die Decken des rechten Helmes sind blau und golden, die des mittleren schwarz und golden, und die des linken rot und silbern.